# Conseil de la choura des moudjahidines des environs de Jérusalem
Le Conseil Moudjahidin Shoura des environs de Jérusalem, ou Conseil consultatif des moudjahidines des environs de Jérusalem ou simplement le Conseil Moudjahidin Shoura (également connu sous le nom de Conseil Moudjahidin Shoura de Jérusalem, en arabe : Majlis Shura Al-Mujahideen,  Magles Shoura al-Mujahedeen, et d'autres noms) est un groupe armé djihadiste salafiste lié à Al-Qaïda qui est actif dans la péninsule égyptienne du Sinaï et dans la bande de Gaza. Le groupe a été formé en 2011 ou 2012 par l'islamiste salafiste Hisham Al-Saedni (également connu sous le nom d'Abou al Walid al Maqdisi) pour coordonner les activités des groupes djihadistes salafistes opérant à Gaza avant même la révolution égyptienne de 2011 et a mené des attaques contre des civils en Israël. Le groupe décrit la violence contre les Juifs comme une obligation religieuse qui rapproche ses auteurs de Dieu. Al-Saedni, qui était également chef du groupe Jahafil Al-Tawhid Wal-Jihad fi Filastin, a été tué lors d'une frappe aérienne israélienne à Gaza le 14 octobre 2012. 

En février 2014, le groupe a déclaré son soutien à l'État islamique d'Irak et du Levant. Le groupe a été désigné organisation terroriste par le département d'État américain le 19 août 2014. Dans son explication de la désignation, le département d'État a noté que :

« le Conseil Moudjahidin Shoura des environs de Jérusalem est un groupe de coordination composé de plusieurs sous-groupes terroristes djihadistes basés à Gaza qui a revendiqué de nombreuses attaques contre Israël depuis la fondation du groupe en 2012. Par exemple, le 13 août 2013, le CMS (MSC) a revendiqué la responsabilité d'une attaque à la roquette visant la ville méridionale d'Eilat, en Israël. Auparavant, le CMS avait revendiqué l'attaque du 21 mars 2013 au cours de laquelle des militants basés à Gaza ont tiré au moins cinq roquettes sur Sdérot, en Israël, et l'attaque du 17 avril 2013 au cours de laquelle deux roquettes ont été tirées sur Eilat, en Israël. En plus des tirs de roquettes, le CMS s'est déclaré responsable d'une attaque transfrontalière à l'IED entre Gaza et Israël, le 18 juin 2012 qui a visé un chantier de construction israélien, tuant un civil. En plus de ces attaques physiques, le CSM a publié une déclaration en février 2014 déclarant son soutien à l'État islamique d'Irak et du Levant. »

L'un de ces sous-groupes est Jahafil Al-Tawhid Wal-Jihad fi Filastin (ou al-Tawhid wal-Jihad, "Unité et Jihad") qui avait été formé le 6 novembre 2008 et est également lié à Al-Qaïda. En 2011, le groupe était également dirigé par Hisham Al-Saedni. Un autre sous-groupe, Ansar al Sunnah, a assumé la responsabilité de plusieurs attaques à la roquette contre Israël, dont une attaque à la roquette en mars 2010 qui a tué un travailleur thaïlandais en Israël. À la suite de l'attaque de mars 2010, le quotidien israélien Haaretz a rapporté que le groupe était « apparemment lié à Jund Ansar Allah », un autre groupe djihadiste opérant à Gaza.

## Attaques

### 18 mars 2010
Des militants liés au groupe ont lancé une roquette en Israël, tuant un travailleur thaïlandais. Le groupe a revendiqué plus tard la responsabilité de l'attaque. 

### 18 juin 2012
Le groupe a revendiqué une attaque transfrontalière en Israël le 18 juin 2012, lorsque des militants ont fait exploser un engin explosif improvisé près de la frontière égypto-israélienne et ont ouvert le feu sur des véhicules transportant des ouvriers du bâtiment. Un civil arabe israélien, Saeed Fashafshe, âgé de 35 ans, résident de Haïfa et père de quatre enfants, a été tué, tout comme au moins deux des terroristes,,.   
En diffusant une vidéo, le groupe a déclaré que l'attaque était dédiée à Oussama ben Laden et aux djihadistes syriens. Il a en outre déclaré qu'il menait le djihad « pour devenir un élément constitutif du projet mondial visant le retour du califat bien guidé et l'institution de la pure charia ». Les dirigeants de l'attaque ont été identifiés comme étant l'Égyptien, Khalid Salah Abdoul Hadi Jadullah (également connu sous le nom d'Abou Salah al Masri), et, le Saoudien, Adi Saleh Abdullah al Fudhayli al Hadhli (également connu sous le nom d'Abou Houdhayfa al Houdhali),,.   
Dans une déclaration vidéo ultérieure publiée en juillet, le groupe a qualifié l'attaque de « cadeau à nos frères de Qaedat al-Jihad et de Cheikh Zawahiri » et de représailles pour la mort d'Oussama ben Laden,.  

### 26 août 2012
Le groupe a lancé trois roquettes sur la ville israélienne de Sdérot, le 26 août 2012. L'une des roquettes a endommagé un bâtiment dans une zone industrielle près de la ville. Une personne a été légèrement blessée et une seconde a été soignée pour une réaction aiguë au stress. 
Dans une déclaration sur Internet, le groupe s'est attribué le mérite de l'attaque et a demandé à Dieu de « [les] aider contre les incroyants ». Il a souligné les points suivants pour expliquer les raisons de l'attaque :
- Le djihad pour l'amour d'Allah contre les Juifs criminels est une obligation qui nous rapproche d'Allah chaque fois que nous trouvons un moyen d'y parvenir, en tout lieu, par ce qu'Allah nous le permet en raison du pouvoir et de la répulsion.
- C'est un droit pour les moudjahidin de la Oumma de les soutenir et de les aider, et il est inacceptable qu'une partie les cible en les harcelant, en les persécutant ou en les arrêtant, puisqu'ils ne sont partis que pour s'acquitter d'une obligation exigée de chaque musulman à un moment donné, alors que beaucoup sont réticents à aller au djihad.
- Tous ceux qui sont sincères dans les organisations devraient secouer la poussière de l'humiliation, s'asseoir et croire les ruines mortelles de cette Dunya, et se lever pour soutenir leur religion et défendre leurs saintetés, et ils devraient se rappeler qu'ils n'ont rejoint leurs organisations que pour le djihad pour l'amour d'Allah.
- Que les Juifs sachent que les lieux saints, les saintetés et le sang ont des hommes qui ne dorment pas sur l'oppression, et ne sont pas satisfaits de l'humiliation, et dépensent leur sang et le peu qu'ils possèdent pour cela, et ce qui s'en vient est pire et plus amer par la volonté d'Allah le Vengeur Irrésistible[6].

### Réponse des Forces de défense israéliennes
Le 7 octobre 2012, les Forces de défense israéliennes (FDI) et l'Agence de sécurité israélienne ont mené une frappe aérienne dans le sud de la bande de Gaza visant Tala'at Halil Muhammad Jarbi, qui, selon les FDI, était impliqué dans la planification et l'exécution de l'attentat du 18 juin. attaque et d'autres activités terroristes dans la bande de Gaza. Abdullah Muhammad Hassan Maqawai, qui aurait été membre du groupe, a également été visé par la frappe aérienne. 
Le 14 octobre 2012, al-Saedni a été tué, lors d'une frappe aérienne israélienne, alors qu'il était à moto. Israël a déclaré qu'il ripostait à une attaque à la roquette sur le sud d'Israël plus tôt.

### 21 mars 2013
Vers 7 h 15, le 21 mars 2013, le deuxième jour d'une visite du président américain Barack Obama en Israël, le groupe a tiré quatre roquettes depuis Beit Hanoun sur Sdérot, déclenchant des sirènes dans les communautés locales et forçant les habitants se rendant au travail ou à l'école à courir vers les abris antiaériens. Une roquette a frappé l'arrière-cour d'une maison de la ville, projetant des éclats d'obus dans les murs et fracassant les fenêtres. Un deuxième projectile a atterri dans une zone dégagée aux alentours du Conseil régional de Sha'ar Hanegev. Les deux autres roquettes ont atterri dans la bande de Gaza. Aucun blessé n'a été signalé,,.   
Le groupe a revendiqué la responsabilité de l'attaque, déclarant qu'elle visait à montrer que les défenses aériennes israéliennes ne pouvaient pas arrêter ses attaques. 

### La répression du Hamas
En juillet 2013, le Hamas réprime les activités de la RPC et du MSC à Gaza, arrêtant un certain nombre de leurs membres. 

## Dénégation
Le groupe a nié toute implication dans l'attaque à la frontière égypto-israélienne d'août 2012, au cours de laquelle 16 soldats égyptiens ont été tués et un poste frontière israélien pris d'assaut. 

## Voir également
- Conseil Moudjahidin Shoura (Irak)
- Conseil Moudjahidin Shoura (Afghanistan) (en)